# Spudaea
Spudaea é um gênero de traça pertencente à família Arctiidae.